# Wheels Fall Off
Wheels Fall Off è un singolo del cantautore statunitense Ty Dolla Sign, pubblicato l'8 febbraio 2025.
Il brano prevede la partecipazione vocale del rapper statunitense Kanye West.

## Descrizione
Del singolo esiste una versione estesa che include un monologo iniziale di Kanye West, nel quale fa riferimento al rapper statunitense Diddy.
Musicalmente il brano è composto con un tempo andante di 104 battiti per minuto e in tonalità di Do maggiore.

## Tracce
Testi di Darhyl Camper, Tyrone William Griffin Jr., Kobe Hood, Keith Lawson, Ye, musiche di Darhyl Camper, Kobe Hood, Ye.
1. Wheels Fall Off (feat. Kanye West) – 2:01